# Altrichthys
Altrichthys är ett släkte av fiskar. Altrichthys ingår i familjen Pomacentridae.
Kladogram enligt Catalogue of Life:
| Altrichthys | \| \| Altrichthys azurelineatus \| \| \| \| \| \| Altrichthys curatus \| \| \| \| |
|             | \| \| Altrichthys azurelineatus \| \| \| \| \| \| Altrichthys curatus \| \| \| \| |
|             | Abudefduf                                                                         |
|             |                                                                                   |
|             | Acanthochromis                                                                    |
|             |                                                                                   |
|             | Amblyglyphidodon                                                                  |
|             |                                                                                   |
|             | Amblypomacentrus                                                                  |
|             |                                                                                   |
|             | Amphiprion                                                                        |
|             |                                                                                   |
|             | Azurina                                                                           |
|             |                                                                                   |
|             | Cheiloprion                                                                       |
|             |                                                                                   |
|             | Chromis                                                                           |
|             |                                                                                   |
|             | Chrysiptera                                                                       |
|             |                                                                                   |
|             | Dascyllus                                                                         |
|             |                                                                                   |
|             | Dischistodus                                                                      |
|             |                                                                                   |
|             | Hemiglyphidodon                                                                   |
|             |                                                                                   |
|             | Hypsypops                                                                         |
|             |                                                                                   |
|             | Lepidozygus                                                                       |
|             |                                                                                   |
|             | Mecaenichthys                                                                     |
|             |                                                                                   |
|             | Microspathodon                                                                    |
|             |                                                                                   |
|             | Neoglyphidodon                                                                    |
|             |                                                                                   |
|             | Neopomacentrus                                                                    |
|             |                                                                                   |
|             | Nexilosus                                                                         |
|             |                                                                                   |
|             | Parma                                                                             |
|             |                                                                                   |
|             | Plectroglyphidodon                                                                |
|             |                                                                                   |
|             | Pomacentrus                                                                       |
|             |                                                                                   |
|             | Pomachromis                                                                       |
|             |                                                                                   |
|             | Premnas                                                                           |
|             |                                                                                   |
|             | Pristotis                                                                         |
|             |                                                                                   |
|             | Similiparma                                                                       |
|             |                                                                                   |
|             | Stegastes                                                                         |
|             |                                                                                   |
|             | Teixeirichthys                                                                    |
|             |                                                                                   |
|             | Altrichthys azurelineatus                                                         |
|             |                                                                                   |
|             | Altrichthys curatus                                                               |
|             |                                                                                   |

|  | Altrichthys azurelineatus |
|  |                           |
|  | Altrichthys curatus       |
|  |                           |